# دیوید تاترسال
دیوید تاترسال (به انگلیسی: David Tattersall؛ زادهٔ ۱۴ نوامبر ۱۹۶۰) فیلم‌بردار اهل انگلستان است. وی از سال ۱۹۸۶ میلادی تاکنون، مشغول فعالیت بوده‌است.
او برندهٔ جوایزی همچون جایزهٔ امی شده‌است.

## فیلم‌شناسی

### سینما
| سال تولید | نام                                   | کارگردان              |
| --------- | ------------------------------------- | --------------------- |
| ۱۹۹۲      | پل                                    | سیدنی مکارتنی         |
| ۱۹۹۶      | مال فلاندرز                           | پن دنشام              |
| ۱۹۹۷      | هواپیمای محکومین                      | سایمون وست            |
| ۱۹۹۸      | سرباز                                 | پل دبلیو. اس. اندرسون |
| ۱۹۹۹      | مسیر سبز                              | فرانک دارابونت        |
| ۱۹۹۹      | جنگ ستارگان: قسمت اول – تهدید شبح     | جورج لوکاس            |
| ۲۰۰۰      | محدودیت عمودی                         | مارتین کمبل           |
| ۲۰۰۱      | مجستیک                                | فرانک دارابونت        |
| ۲۰۰۲      | جنگ ستارگان: قسمت دوم – حمله کلون‌ها   | جورج لوکاس            |
| ۲۰۰۲      | روزی دیگر بمیر                        | لی تاماهوری           |
| ۲۰۰۳      | لارا کرافت: مهاجم مقبره - گهوارهٔ حیات | یان ده بونت           |
| ۲۰۰۵      | جنگ ستارگان: قسمت سوم – انتقام سیت    | جورج لوکاس            |
| ۲۰۰۵      | تریپل اکس: دولت متحد                  | لی تاماهوری           |
| ۲۰۰۵      | ماتادور                               | ریچارد شپارد          |
| ۲۰۰۶      | بزرگنمایی                             | پیتر هویت             |
| ۲۰۰۷      | جشن شکار                              | ریچارد شپارد          |
| ۲۰۰۷      | آینده                                 | لی تاماهوری           |
| ۲۰۰۸      | مسابقهٔ سرعت                           | برادران واچوفسکی      |
| ۲۰۰۸      | روزی که دنیا از حرکت ایستاد           | اسکات دریکسون         |
| ۲۰۱۰      | پری دندان                             | مایکل لمبک            |
| ۲۰۱۰      | سفرهای گالیور                         | راب لترمن             |
| ۲۰۱۱      | جستجوی عدالت                          | راجر دونالدسون        |
| ۲۰۱۲      | سفر ۲:جزیرهٔ اسرارآمیز                 | برد پیتون             |
| ۲۰۱۳      | رومئو و ژولیت                         | کارلو کارلئی          |
| ۲۰۱۳      | توهم                                  | رابرت لوکتیک          |
| ۲۰۱۴      | پرواز ۷۵۰۰                            | تاکاشی شیمیزو         |
| ۲۰۱۵      | نوعی زیبایی                           | تام وان               |
| ۲۰۱۵      | طولانی‌ترین سواری                      | جورج تیلمن            |
| ۲۰۱۷      | بیگانه                                | مارتین کمبل           |
| ۲۰۱۷      | دفتر مرگ                              | آدام وینگارد          |
| ۲۰۲۱      | محافظ                                 | مارتین کمبل           |
| ۲۰۲۲      | حافظه                                 | مارتین کمبل           |
| ۲۰۲۳      | جورج فورمن بزرگ                       | جورج تیلمن            |
| ۲۰۲۴      | فرشته‌های کثیف                         | مارتین کمبل           |

### تلویزیون
| سال  | نام               |
| ---- | ----------------- |
| ۲۰۱۰ | مردگان متحرک      |
| ۲۰۱۳ | شهر جنایتکاران    |
| ۲۰۱۶ | رانده‌شده          |
| ۲۰۲۴ | مصاحبه با خون‌آشام |